# Ajuricaba (Manaósledare)

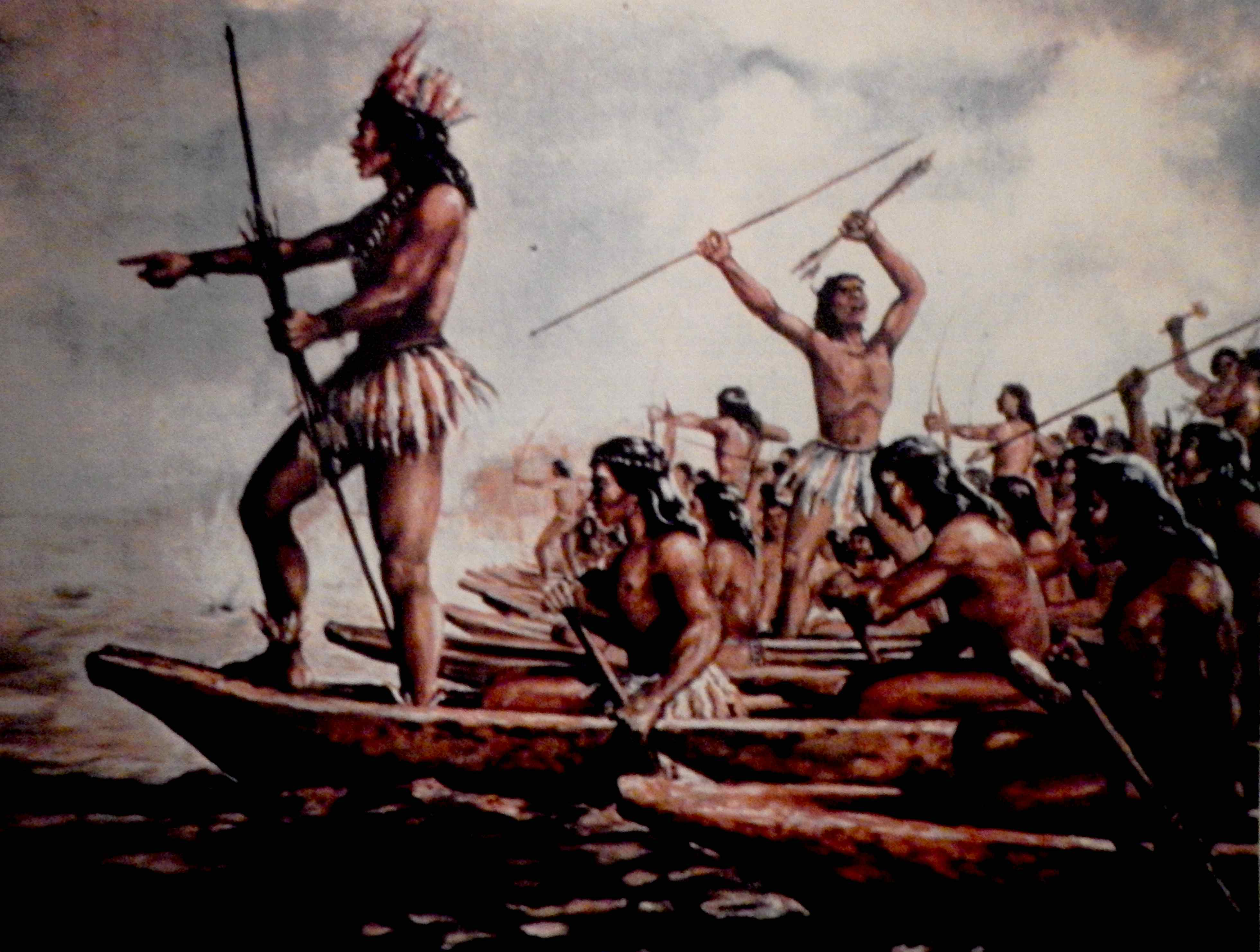
Porträtt av Ajuricaba när han leder Manaós-krigare mot de invaderande portugisiska styrkorna.

Ajuricaba var ledare för ursprungsnationen Manaós i början av 1700-talet. Han gjorde uppror mot de portugisiska conquistadorerna, vägrade att tjäna som slav och blev en symbol för motstånd och frihet.
Ajuricaba föddes i Barcelos i Amazonas. Han tillbringade många år borta från stammen, men tvingades återvända för att leva med de andra efter att hans far mördats av de portugisiska inkräktarna. Han svor hämnd och letade efter holländarna som bodde i Surinam – vilka också var fiender till Portugal – för att omsätta sin plan i praktiken. Manaós-folket attackerade portugiserna och deras mission vid Rio Negro. De förhindrade "räddningstrupperna" (portugisiska trupper på jakt efter inhemska slavar). Portugiserna fruktade andra ursprungsbefolkningar i regionen efter exemplet från Manaós. Efter fredsförhandlingar, som inte varade, inledde portugiserna ett "rättvist krig" mot Manaós 1727.
År 1728 fördes Ajuricaba till Belém för att säljas som slav. Under resan, fängslad i järn, försökte Ajuricaba och hans män döda soldaterna i kanoten där de befann sig. Försöket misslyckades och Ajuricaba kastade sig i vattnet med en annan hövding då de föredrog självmord före slaveri.